# Goudelancourt-lès-Pierrepont
Goudelancourt-lès-Pierrepont ist eine französische Gemeinde mit 141 Einwohnern (Stand 1. Januar 2022) im Département Aisne in der Region Hauts-de-France (vor 2016 Picardie). Sie gehört zum Arrondissement Laon, zum Kanton Villeneuve-sur-Aisne und zum Gemeindeverband Champagne Picarde.

## Geografie
Die Gemeinde Goudelancourt-lès-Pierrepont liegt südwestlich der Landschaft Thiérache, rund 23 Kilometer nordöstlich von Laon. Nachbargemeinden von Goudelancourt-lès-Pierrepont sind La Neuville-Bosmont im Norden, Ébouleau im Osten, Bucy-lès-Pierrepont im Südosten, Mâchecourt im Süden und Südwesten sowie Autremencourt im Westen.

## Geschichte
Von 1981 bis 2001 wurde auf dem Gebiet der Gemeinde eine archäologische Stätte ausgegraben, eine bedeutende Nekropole der Merowinger aus dem 6. bis 7. Jahrhundert. Insgesamt wurden 458 Gräber gefunden. Die Ergebnisse dieser Ausgrabungen sind im Musée des Temps Barbares in Marle ausgestellt. Anhand der Ausgrabungen wurde nach den Prinzipien der experimentellen Archäologie ein merowingischer Bauernhof rekonstruiert.

### Bevölkerungsentwicklung
| Jahr                       | 1962 | 1968 | 1975 | 1982 | 1990 | 1999 | 2011 | 2021 |
| Einwohner                  | 225  | 200  | 157  | 148  | 129  | 147  | 152  | 139  |
| Quellen: Cassini und INSEE |      |      |      |      |      |      |      |      |

## Sehenswürdigkeiten

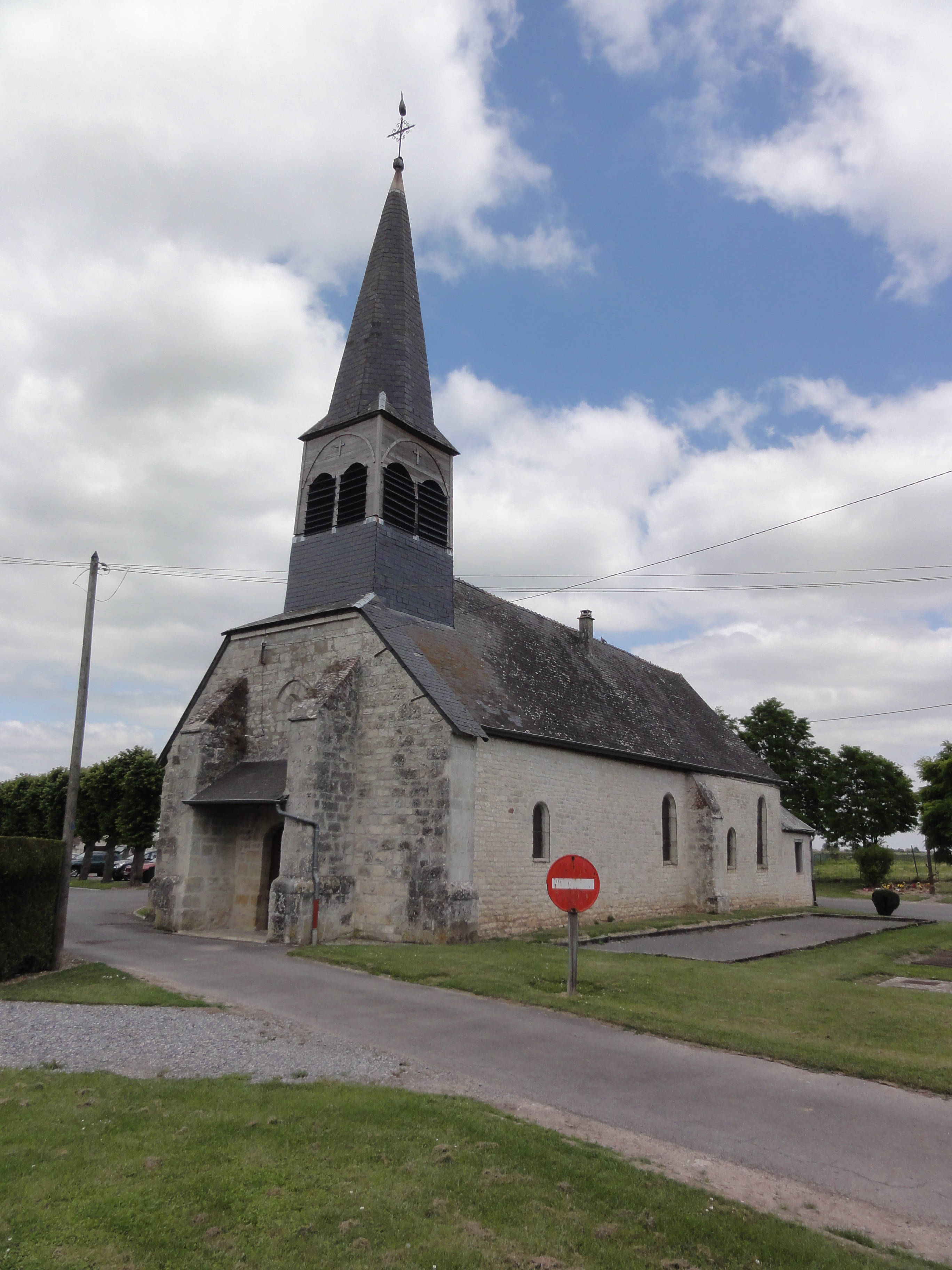
Kirche Saint-Martin
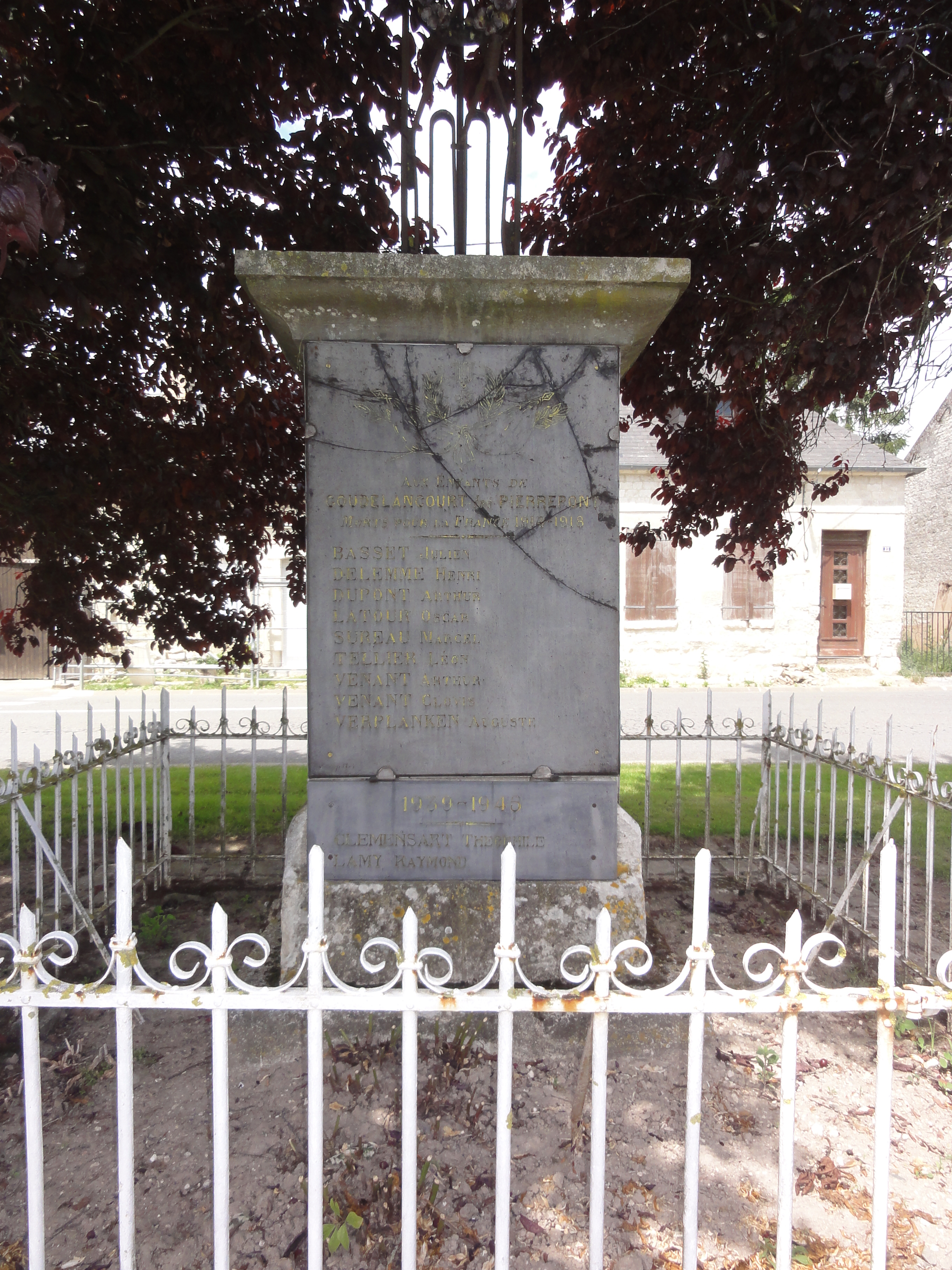
Gefallenendenkmal

- Kirche Saint-Martin
- Gefallenendenkmal